# بواردمان (کارولینای شمالی)
بواردمان (به انگلیسی: Boardman) شهری در ایالت کارولینای شمالی کشور ایالات متحده آمریکا است که جمعیت آن در سرشماری سال ۲۰۱۰ میلادی، ۱۵۷ نفر بوده‌است.